# Russische Badmintonföderationsmeisterschaft 2014
Die Russische Badmintonföderationsmeisterschaft 2014 wurde vom 7. bis zum 9. November 2014 im Sportpalast Borisoglebsky in Ramenskoje ausgetragen. Sieger wurde das Team aus der Region Primorje.

## Endstand
- 1. Region Primorje
- 2. Moskau
- 3. Oblast Moskau
- 4. Oblast Nischni Nowgorod
- 5. Oblast Saratow
- 6. Region Perm